# Рожнявський потік
Рожнявський потік (словац. Rožňavský potok) — річка в Словаччині, ліва притока Сланої, протікає в окрузі Рожнява.
Довжина — 13,3 км. Витік знаходиться в масиві Воловські гори — на висоті 1080 метрів. Протікає територією міста Рожнява.
Впадає в Слану на висоті 275 метрів. 